# Tomáš Cimrhanzl
Tomáš Cimrhanzl (6. března 1840 Žíchovec – 1. července 1899 Plzeň) byl český středoškolský učitel a spisovatel, autor učebnic a naučné literatury.

## Biografie
Tomáš Cimrhanzl se narodil 6. března 1840. Byl synem Ignáce Cimrhanzla (1804 – 1868), rolníka v Žichovci u Prachatic. Bylo mu umožněno jít na studia. Absolvoval filozofickou fakultu pražské univerzity a stal se středoškolským pedagogem s aprobací pro výuku češtiny a zeměpisu. Po počátečním působení v Praze a v Olomouci vyučoval od roku 1867 na reálce a poté na vyšším gymnáziu v Plzni.
Tomáš Cimrhanzl s ženou Amalií rozenou z Madlů (1844 – 1920) pocházející z Jawiszowic v Haliči měli pět dětí. Dcera Růžena provdaná Černá byla spisovatelkou zejména odborných knih, Amalie provdaná Kožmínová byla etnografkou a spisovatelkou.

## Dílo
Nejvýznamnějším jeho literárním dílem je obsáhlá „Mythologie čili bájesloví Řekův a Římanův“, které se dočkalo čtyř vydání. První vydání vyšlo v Plzni v roce 1879, druhé, „valně rozmnožené a opravené“ vydání, o rok později. Mělo 323 stran a 140 ilustrací. Spis byl s mírnými úpravami a novými ilustracemi znovu vydán s názvem „Antická mythologie“ v nakladatelství Aventinum v roce 1999. Autor jako své křestní jméno tehdy uváděl „Tůma“, snad z vlasteneckých důvodů, a spíše mezinárodně znějící jméno Tomáš začal užívat až později.
Jeho zájem se však zdaleka nesoustřeďoval pouze na antiku, jak vyplývá z nekrologu v časopisu „Český včelař“ z roku 1899:
"Dne 1. července t. r. zemřel v Plzni prof. tamního českého gymnasia Tomáš Cimrhanzl v 59. roce věku svého. Byl vynikajícím pedagogem, který nejen slovem, ale i pérem zdárně po velikou řadu let na různých místech, nejdéle pak v Plzni, působil. Kromě četných drobnějších prací sepsal Zeměpis pro střední školy, Mythologii Řeků a Římanů, Průvodce po Šumavě a Českou gramatiku pro Němce. Jsa nadšeným přítelem přírody zabýval se horlivě včelařstvím a těšil se mezi odborníky zvučnému jménu; jeho přičiněním konal se r. 1880 III. sjezd včelařů českoslovanských v Plzni. Pohřben byl dne 3. t. m. za hojného účastenství veškerých kruhů společenských na hřbitově Všech Svatých v Plzni“.

A v katalogu Celostátní včelařské výstavy pořádané v Plzni roku 1926 stojí: 
„Včelařská jednota v Plzni–. vykonala mnoho pro rozvoj včelařství v kraji plzeňském. Zásluhu o to měl jednatel včelařské jednoty, profesor Tůma Cimrhanzl, muž neúnavné píle, vzácné agilnosti životní a obětavý do krajnosti – to byl organisátor veškerého včelařského ruchu v tehdejších letech… Není bez zajímavosti, že žáci profesora Tůmy Cimrhanzla vedou v posledních letech včelařský spolek pro Plzeň a okolí“.

Údajně napsal i jednoaktovou divadelní frašku „Krvavá pomsta“ (1869).
Do rodného Žichovce jezdil každé prázdniny s celou rodinou ke svému bratru Vojtěchovi. Pamětník pan František Veselý o tom píše:
„Velkým štěstím pro Zíchovec bylo, že se tam v roce 1840 narodil osvícený buditel a dobrodinec lidu, profesor reálky v Plzni, spisovatel-historik Tomáš Cimrhanzl. Za jeho veliké zásluhy o obec a celý kraj měla být již dávno zasazena pietní pamětní deska na rodný dům… Je těžké klást na přední místa některé z jeho zásluh – pomohl ochotně a s vlídnou tváří všude tam, kde bylo třeba, ať rolníku či poslednímu čeledínovi“.

## Veřejná činnost
Profesor Cimrhanzl finančně i jinak podporoval potřebné a postižené, mnohým nadaným pomohl ke studiu, organizoval v rodném Žichovci o prázdninách společenský život, dával vypravit vyzdobený žebřiňák s čtyřspřežím na Husův den v Husinci, kde si v rodném Husově domku natrvalo pronajal jeho světničku a tak ji zachránil před zkázou, která jí hrozila pronajímáním jako hostinského pokoje. K zvelebení Žichovce přispěl i fyzickou prací při úpravě návsi.
Byl nadšeným vlastencem a nemalou měrou se zasloužil o počešťování Plzně. Byl členem obecního zastupitelstva, působil v literárním spolku a v Sokole, zasloužil se o založení městské knihovny a byl jejím prvním knihovníkem a až do své smrti správcem. Dožil se pouhých 59 let a když se jeho pohřební průvod ubíral na hřbitov Všech Svatých, ve městě bylo na jeho počest rozsvíceno pouliční osvětlení a svítila i okna všech škol. Pohřeb mu vypravilo a pomník na hrobě zbudovalo město Plzeň.